# Система улучшенного видения

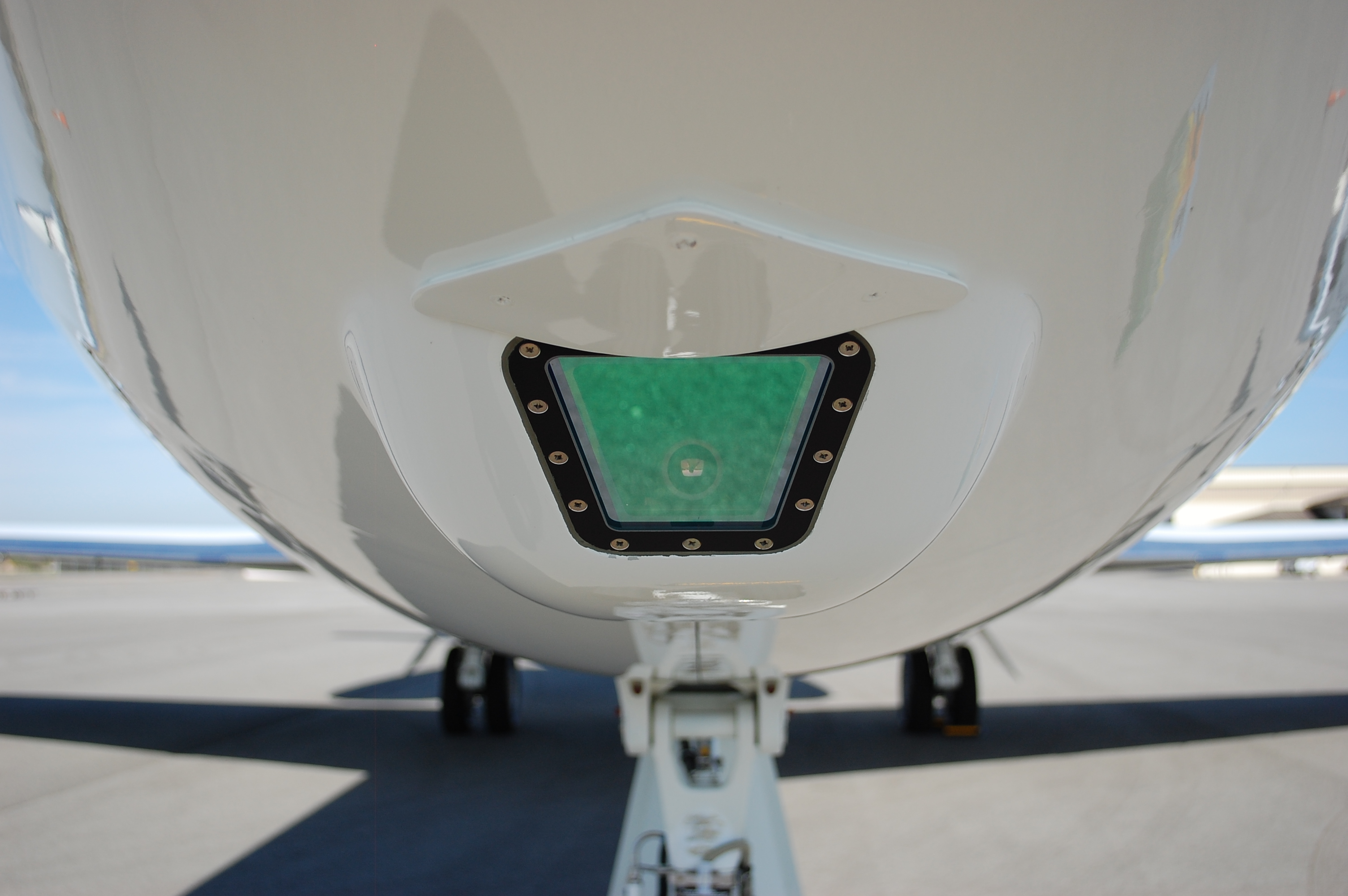
Видеосенсор EVS на самолете Gulfstream G450

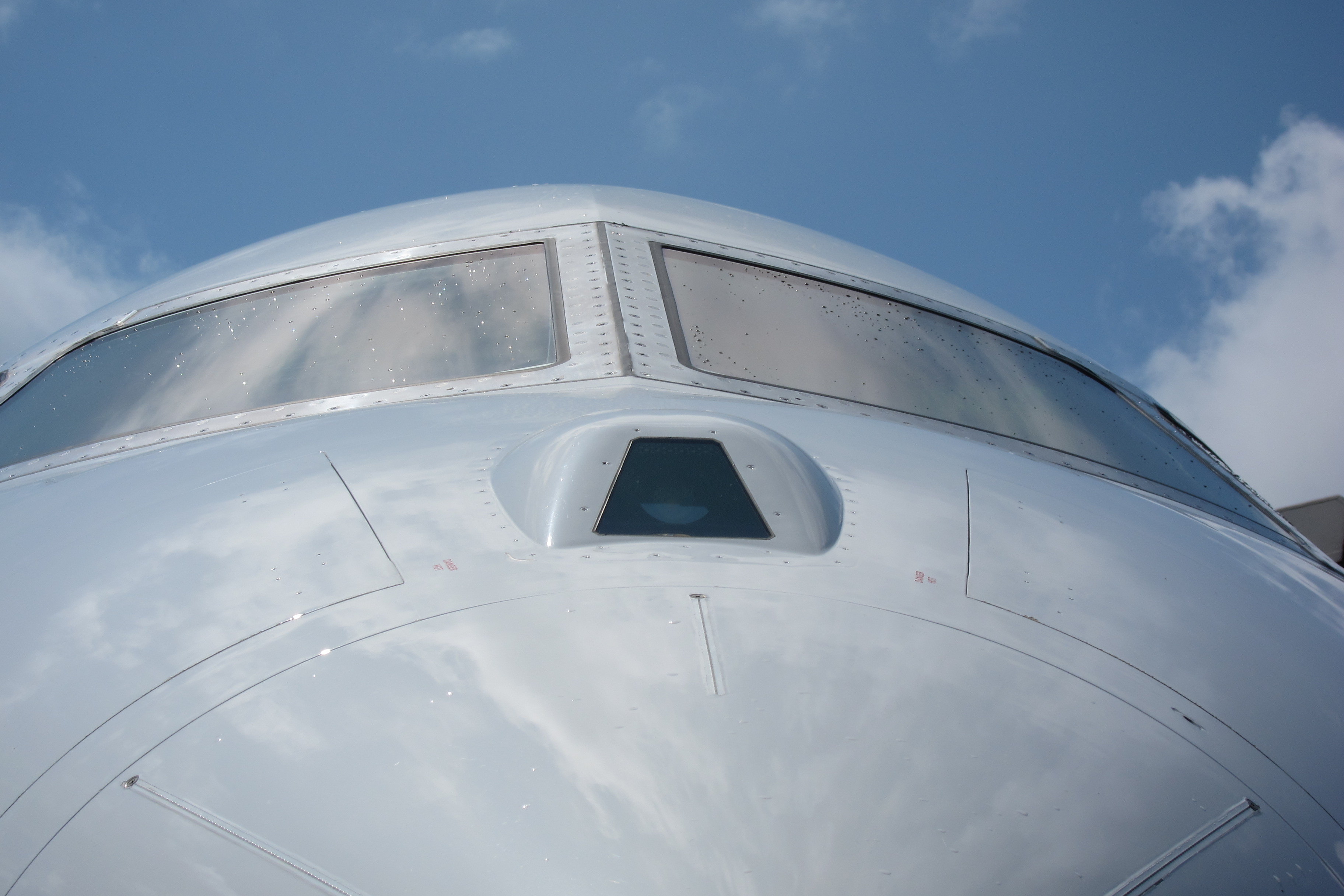
Видеосенсор EVS на самолёте Global 6000

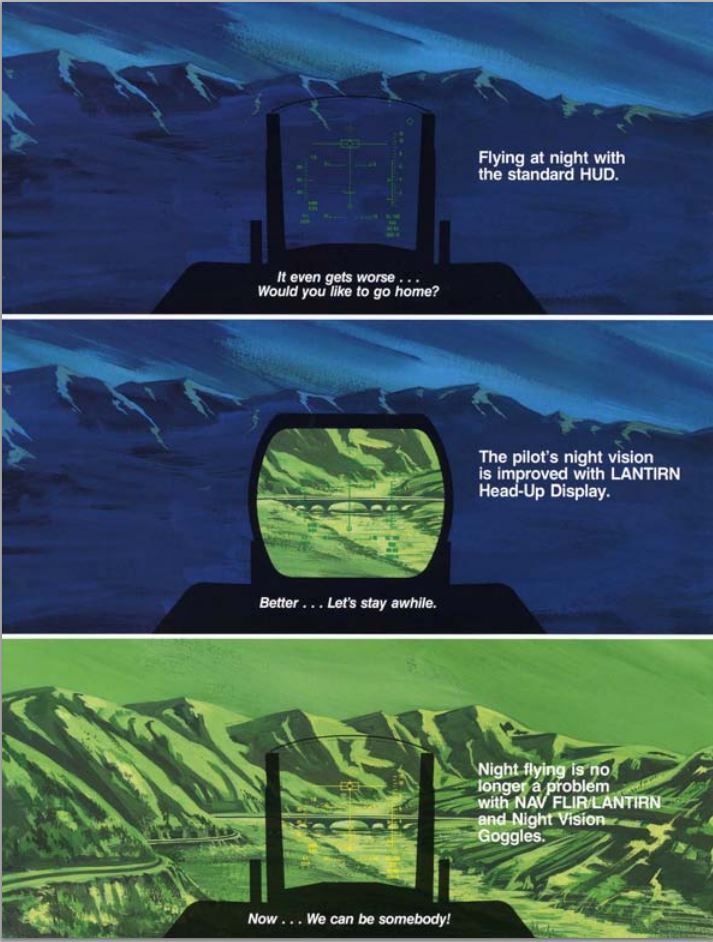
Вид из кабины без изображения EVS, с изображением EVS на ИЛС, с изображением EVS в нашлемный дисплей

Система улучшенного видения (Enhanced vision system — EVS) — это аппаратно-программная система, которая формирует и выводит на систему индикации визуально улучшенное изображение закабинного пространства по информации от оптико-электронных датчиков. Изображение EVS может выводиться на индикатор на лобовом стекле, нашлемный дисплей или командно-пилотажный индикатор. Для получения улучшенного изображения система EVS использует ИК и ТВ-камеры. Система EVS может использоваться в совместно с системой синтезированного видения (Synthetic vision system) как система комбинированного видения (Combined vision system).
Система EVS может быть установлена на военный или гражданский самолёт или вертолёт. Изображение EVS должно быть конформным наблюдаемой сцене, т.е. пилот должен видеть искусственно отображаемые предметы без искажения их реального местоположения.
В военной авиации в качестве систем EVS используются системы ночного видения со времён окончания Второй мировой войны.
В гражданской авиации первая сертификация самолета с системой EVS состоялась в 2001 году на самолёте Gulfstream G550, оборудованным системой EVS компании Elbit. Агентство FAA допустило использование изображения EVS на ИЛС до высоты 100 фт (30 м), что соответствует минимуму посадки по категории II.
В настоящее время системы EVS устанавливаются на некоторые бизнес-джеты Bombardier, Dassault и Boeing. Компания Боинг предлагает установку системы EVS на самолеты Boeing 787 и Boeing 737 MAX. Корпорация „Иркут“ предлагает установку системы EVS на самолеты МС-21.
Использование системы EVS предполагается для обеспечения переднего обзора самолета X-59 QueSST, который  разрабатывается НАСА в рамках программы малошумного сверхзвукового самолета (Low-Boom Flight Demonstrator program).
Система EVS используется в условиях плохой видимости (в сложных метеоусловиях или в условиях низкой освещенности) на этапах взлета, посадки и руления. Если при выполнении посадки на высоте принятия решения пилот не может установить контакт с взлётно-посадочной полосой (ВПП), то он должен прервать посадку и уйти на второй круг или на запасной аэродром. Система EVS даёт возможность экипажу обнаружить огни ВПП на бо́льшем удалении, нежели невооружённым глазом, что уменьшает вероятность прерывания посадки.
Система EVS может быть установлена на любом типе воздушного судна. Обычно система EVS устанавливается на небольшом пассажирском самолёте, т.к. использование системы EVS дешевле использования системы посадки по приборам.

## Нормативная документация
- Руководство №315 по минимальным стандартам характеристик авиационных систем (MASPS) для систем улучшенного видения, систем искусственного видения, комбинированных систем искусственного видения и бортовых систем увеличения дальности видения. АР МАК (2012).